# الشرطة العسكرية الملكية الهولندية
الشرطة العسكرية الملكية الهولندية هي واحدة من الأقسام للقوات المسلحة الهولندية، وهي بمثابة درك ملكي
وتعرف في هولندا باسم ماريشوسيه (بالهولندية marechaussee) وتقوم بمهام متعددة منها مهام:
- الشرطة العسكرية
- حرس الحدود
- ضباط جوازات وهجرة بالمنافذ الحدودية البحرية والجوية والبرية
- حرس ملكي لحراسة القصور الملكية ومقار كبار المسؤولين
- حرس شرف في المراسم الملكية عند اسيتقبال ووداع رؤساء الدول ورعماء الحكومات الزائرين
- شرطة احتياطي لمساعدة الشرطة العادية

## تاريخها
تم إنشاء فيلق الماريشوسيه Maréchaussée من قبل الملك وليام الأول لتحل محل قوات الدرك الفرنسية في 26 أكتوبر / تشرين الأول سنة 1814 م. ولم يستخدم الملك وليام التسميى الأصلية «درك» (بالفرنسية Gendarmerie) ذلك لأن لفظ الدرك اكتسب دلالة سلبية في هولندا آنذاك، فدعا ويليام القوة الجديدة باسم ماريشوسيه "marechaussée" وهي أيضاً كلمة فرنسية رديفة لكلمة درك. في ذلك الوقت، كان الماريشوسيه يشكلون جزء من الجيش الملكي الهولندي. فتم تكليفهم بمهمة الحفاظ على النظام العام، وإنفاذ القانون، وحماية الطرق الرئيسية.

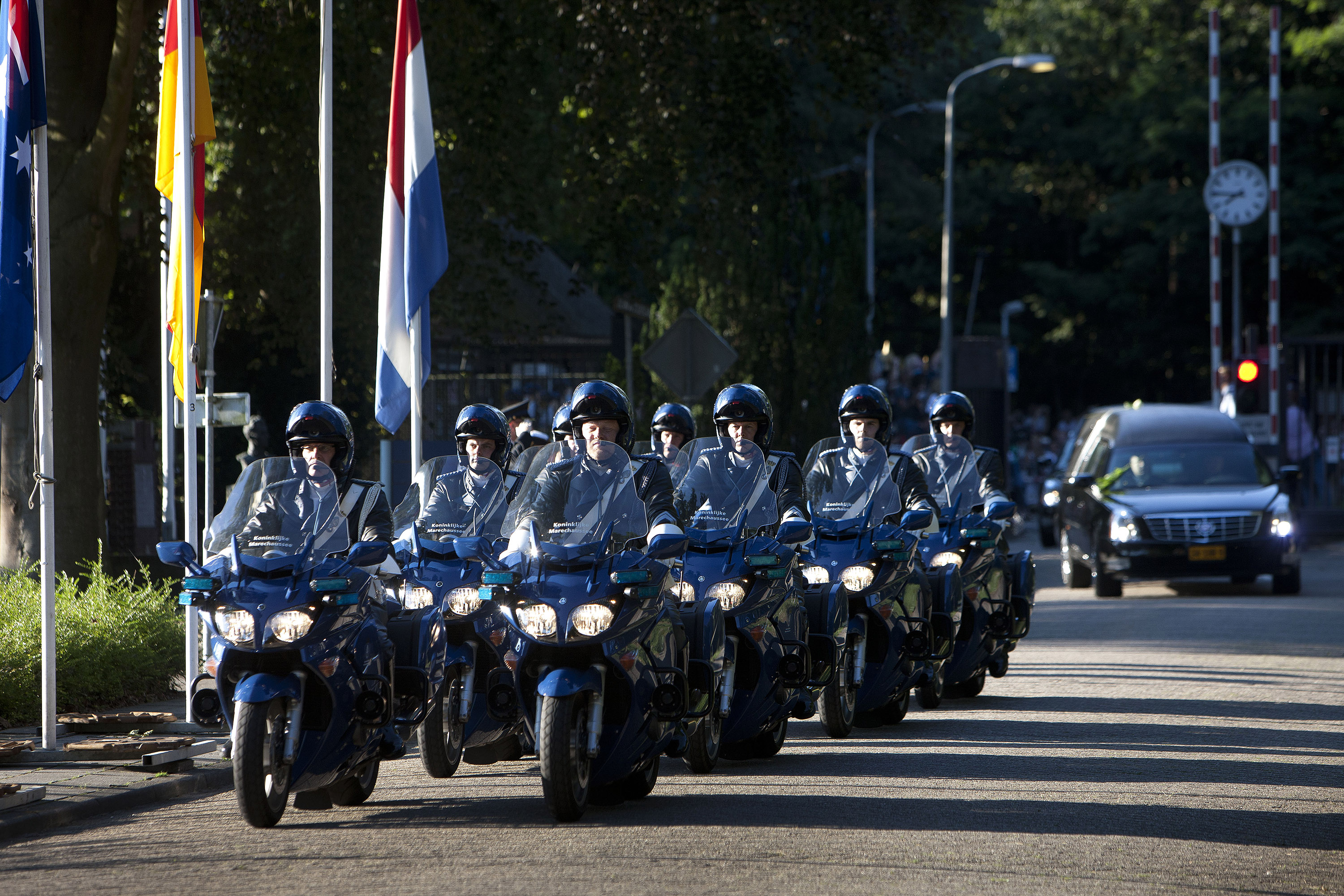
قوات الماريشوسيه في دور مراسمي عند مرافقة موكب جنائزي لرفات ضحايا احدى الكوارث الجوية

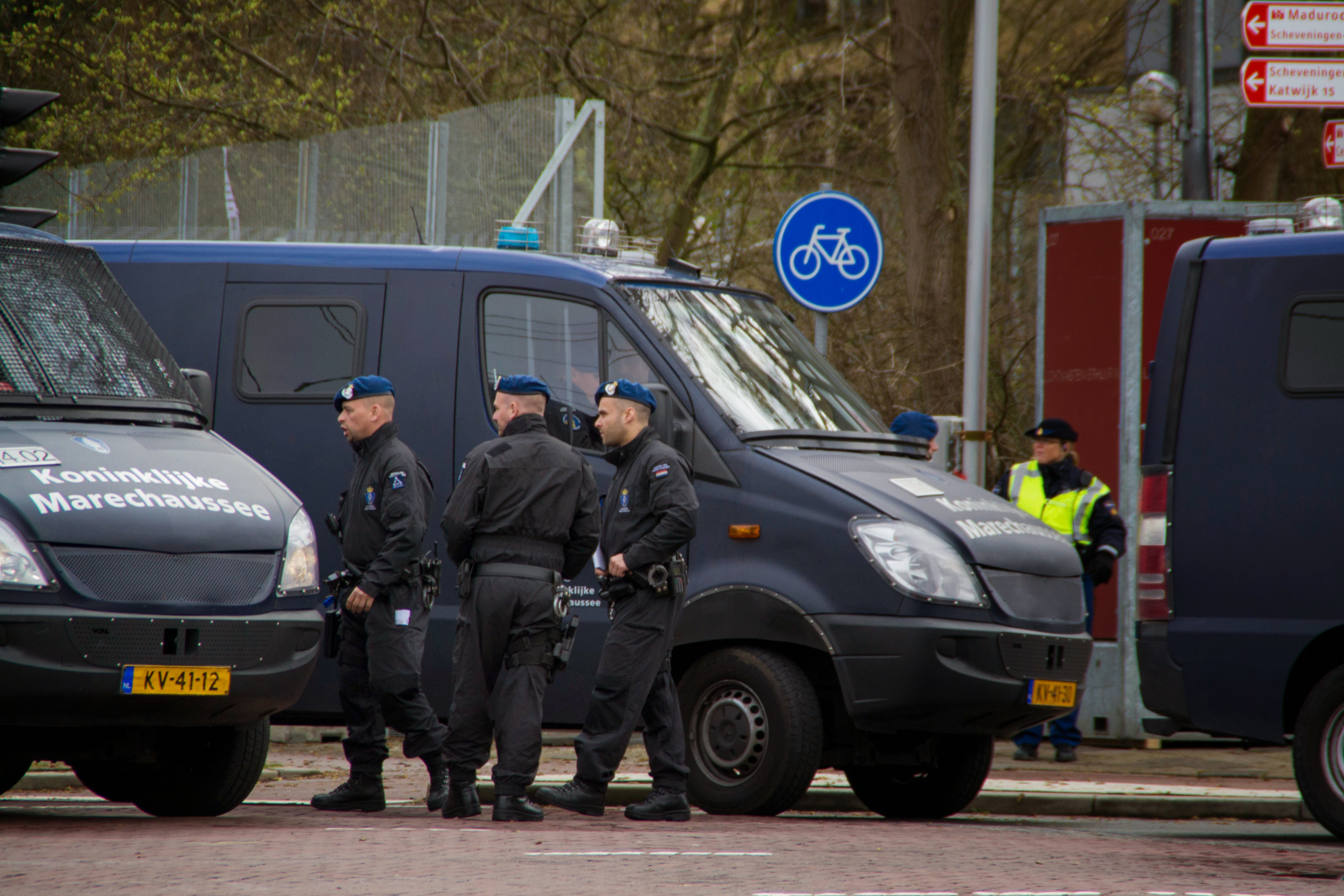
عناصر من الماريشوسيه في حراسة إحدى قاعات إنعقاد مؤتمر دولي في لاهاي